# الحيفة (القفر)

تعديل مصدري - تعديل

الحيفة هي إحدى قرى عزلة بني مسلم بمديرية القفر التابعة لمحافظة إب، بلغ تعداد سكانها 148 نسمة حسب تعداد اليمن لعام 2004.